# カート・エクランド
カート・エクルンド（Kurt Eklund、1992年1月5日 - ）は、ニュージーランド出身のラグビーユニオン選手。スーパーラグビーのブルーズ、NPCのベイ・オブ・プレンティに所属している。

## 経歴
マオリ族（ガーティ・カフ族）のニュージーランド人。オークランド・グラマー・スクール（高校）出身。
2015年、ニュージーランド州代表選手権（NPC）のオークランドに加入。その後、膝のケガで14か月試合に出られなくなった。
ケガ回復後の2019年、NPCのベイ・オブ・プレンティに移籍した。
2020年、スーパーラグビーのブルーズに加入。同年、スーパーラグビー第3節のチーフス戦にスーパーラグビー初出場を果たした。
同じく2020年、初めてマオリ・オールブラックスとしてモアナ・パシフィカ戦に出場した。
2023年にはベイ・オブ・プレンティのキャプテンを務める。
2024年11月10日、初めてオールブラックスXVとしてジョージア戦に出場し2トライをあげた。